# Dmitri Zhivoglyadov
Dmitri Viktorovich Zhivoglyadov (tiếng Nga: Дми́трий Ви́кторович Живогля́дов; sinh ngày 29 tháng 5 năm 1994) là một cầu thủ bóng đá người Nga. Anh chơi ở vị trí hậu vệ phải cho F.K. Ufa.

## Sự nghiệp câu lạc bộ
Anh ra mắt chuyên nghiệp vào ngày 8 tháng 8 năm 2015 cho F.K. Dynamo Moskva trong trận đấu tại Giải bóng đá ngoại hạng Nga trước F.K. Anzhi Makhachkala.

## Thống kê sự nghiệp

### Câu lạc bộ
Tính đến 24 tháng 8 năm 2019
| Câu lạc bộ          | Mùa giải            | Giải vô địch                | Giải vô địch | Giải vô địch | Cúp     | Cúp       | Châu lục | Châu lục  | Tổng cộng | Tổng cộng |
| Câu lạc bộ          | Mùa giải            | Hạng đấu                    | Số trận      | Bàn thắng    | Số trận | Bàn thắng | Số trận  | Bàn thắng | Số trận   | Bàn thắng |
| ------------------- | ------------------- | --------------------------- | ------------ | ------------ | ------- | --------- | -------- | --------- | --------- | --------- |
| F.K. Dynamo Moskva  | 2010                | Giải bóng đá ngoại hạng Nga | 0            | 0            | 0       | 0         | –        | –         | 0         | 0         |
| F.K. Dynamo Moskva  | 2011–12             | Giải bóng đá ngoại hạng Nga | 0            | 0            | 0       | 0         | –        | –         | 0         | 0         |
| F.K. Dynamo Moskva  | 2012–13             | Giải bóng đá ngoại hạng Nga | 0            | 0            | 0       | 0         | 0        | 0         | 0         | 0         |
| F.K. Dynamo Moskva  | 2013–14             | Giải bóng đá ngoại hạng Nga | 0            | 0            | 0       | 0         | –        | –         | 0         | 0         |
| F.K. Dynamo Moskva  | 2014–15             | Giải bóng đá ngoại hạng Nga | 0            | 0            | 0       | 0         | 0        | 0         | 0         | 0         |
| F.K. Dynamo Moskva  | 2015–16             | Giải bóng đá ngoại hạng Nga | 21           | 0            | 2       | 0         | –        | –         | 23        | 0         |
| F.K. Dynamo Moskva  | Tổng cộng           | Tổng cộng                   | 21           | 0            | 2       | 0         | 0        | 0         | 23        | 0         |
| F.K. Ufa            | 2016–17             | Giải bóng đá ngoại hạng Nga | 20           | 0            | 4       | 0         | –        | –         | 24        | 0         |
| F.K. Ufa            | 2017–18             | Giải bóng đá ngoại hạng Nga | 28           | 2            | 0       | 0         | –        | –         | 28        | 2         |
| F.K. Ufa            | 2018–19             | Giải bóng đá ngoại hạng Nga | 21           | 0            | 0       | 0         | 6        | 0         | 29        | 0         |
| F.K. Ufa            | Tổng cộng           | Tổng cộng                   | 69           | 2            | 4       | 0         | 6        | 0         | 81        | 2         |
| Lokomotiv Moscow    | 2019–20             | Giải bóng đá ngoại hạng Nga | 5            | 0            | 0       | 0         | 0        | 0         | 6         | 0         |
| Lokomotiv Moscow    | Tổng cộng           | Tổng cộng                   | 5            | 0            | 0       | 0         | 0        | 0         | 6         | 0         |
| Tổng cộng sự nghiệp | Tổng cộng sự nghiệp | Tổng cộng sự nghiệp         | 95           | 2            | 6       | 0         | 6        | 0         | 110       | 2         |